# Facundo Muñoa
Facundo Ezequiel Muñoa dos Santos (Artigas, 22 giugno 2004) è un calciatore uruguaiano, centrocampista del Boston River.

## Caratteristiche tecniche
Gioca come trequartista.

## Carriera
Muñoa è cresciuto nel settore giovanile del Boston River, con cui ha debuttato il 26 marzo 2023 nell'incontro di Primera División pareggiato 0-0 contro il Fénix. Il 16 aprile seguente ha segnato il suo primo gol decidendo la partita contro il Defensor Sporting terminata 1-0.

## Statistiche

### Presenze e reti nei club
Statistiche aggiornate al 5 maggio 2024.
| Stagione        | Squadra         | Campionato      | Campionato | Campionato | Coppe nazionali | Coppe nazionali | Coppe nazionali | Coppe continentali | Coppe continentali | Coppe continentali | Altre coppe | Altre coppe | Altre coppe | Totale | Totale | Totale |
| Stagione        | Squadra         | Comp            | Pres       | Reti       | Comp            | Pres            | Reti            | Comp               | Pres               | Reti               | Comp        | Pres        | Reti        | Pres   | Reti   |        |
| --------------- | --------------- | --------------- | ---------- | ---------- | --------------- | --------------- | --------------- | ------------------ | ------------------ | ------------------ | ----------- | ----------- | ----------- | ------ | ------ | ------ |
| 2023            | Boston River    | PD              | 23         | 1          | CU              | 0               | 0               | CL                 | 0                  | 0                  |             | -           | -           | 23     | 1      |        |
| 2024            | Boston River    | PD              | 8          | 1          | CU              | 0               | 0               |                    | -                  | -                  |             | -           | -           | 8      | 1      |        |
| Totale carriera | Totale carriera | Totale carriera | 31         | 2          |                 | 0               | 0               |                    | 0                  | 0                  |             | -           | -           | 32     | 2      |        |